# تارا سوتاريا
تارا سوتاريا (بالإنجليزية: Tara Sutaria)‏ هي مغنية و ممثلة و راقصة بالية هندية.
بدأت حياتها المهنية في مجال التلفاز كفنانة طفل في عام 2010 مع Big Bada Boom من ديزني في الهند ، وذهبت إلى دور البطولة في المسلسلات المسرحية The Suite Life of Karan & Kabir و Oye Jassie على القناة نفسها.
قدمت سوتاريا أول فيلم لها في عام 2019 مع دراما جامعية في سن المراهقة طالب السنة 2.

## وصلات خارجية
- تارا سوتاريا على موقع IMDb (الإنجليزية)
- تارا سوتاريا على موقع ميوزك برينز (الإنجليزية)
- تارا سوتاريا على موقع قاعدة بيانات الفيلم (الإنجليزية)